# Roman Cichowski (prawnik)
Roman Cichowski (ur. 1878, zm. 1953) – polski adwokat, samorządowiec, prezydent Kielc.

## Życiorys
Odbył studia na Wydziale Prawnym Uniwersytetu w Kazaniu. Zamieszkał w Kielcach, gdzie podjął pracę jako adwokat. Był radnym Rady Miasta i w latach 1919–1929 radcą prawnym Magistratu.
16 lipca 1929 roku został wybrany prezydentem Kielc. W trakcie przypadających na okres kryzysu gospodarczego rządów zmagał się z odpływem kapitału i zwiększającym się bezrobociem. W trakcie obrad w 1932 roku zwracał uwagę na konieczność najdalej idących oszczędności, które wprowadzono wszędzie, gdzie było to możliwe. Swój urząd sprawował do marca 1934, kiedy Rada Miejska została rozwiązana, a władzę przejął zarząd komisaryczny.
Po okresie prezydentury był prezesem zarządu okręgowego Polskiego Czerwonego Krzyża. W trakcie niemieckiej okupacji pełnił funkcję skarbnika w Miejskiej Radzie Opiekuńczej. Po zakończeniu wojny związany był ze Stronnictwem Demokratycznym. Był członkiem Wojewódzkiej Rady Narodowej i Towarzystwa Przyjaźni Polsko-Radzieckiej.

## Ordery i odznaczenia
- Złoty Krzyż Zasługi (11 listopada 1936)[1]